# Gina Lollobrigida
Gina Lollobrigida, nome artístico de Luigia Lollobrigida Embaixador(a) da boa vontade da FAO (Subiaco, Lácio, 4 de julho de 1927 – Roma, 16 de janeiro de 2023), foi uma actriz de cinema, fotógrafa e escultora italiana.

## Biografia
Era filha de um fabricante de móveis. Transferiu-se para Roma, a fim de estudar no Instituto de Belas Artes. Ali, para manter-se, posa como modelo fotográfica e participa do concurso de Miss Itália, classificando-se em terceiro lugar.
Inicia nesta época sua carreira cinematográfica, fazendo pequenas figurações em filmes populares do pós-guerra, chamados em italiano de film operetta.
Em 1949, casa-se com o médico eslavo Milko Skofic, que tornou-se seu empresário e com quem teve, em 1957, o filho Milko Jr.
No início da década de 1950 realizou seus primeiros papéis de sucesso, como "Campane a martello", de Luigi Zampa (1949) e "Achtung Banditi" (1951), de Carlo Lizzani, atuando ao lado do jovem Marcello Mastroianni e, sobretudo, "Fanfan la Tulipe" (1952) — consagrando-a também em França, além da Itália. Neste mesmo ano encontra grande popularidade com "Altri tempi".
Realizou extensa filmografia, quer na Itália, em França e nos Estados Unidos.
Padrão de beleza da década de 1950, La Lollo — como era conhecida — interpretava papéis sensuais, que lhe renderam a alcunha de "A mulher mais bela do mundo", que incorporou após interpretar a cantora lírica Lina Cavalieri no filme "La donna più bella del mondo", em 1955. Atuou ao lado de grandes atores, como Humphrey Bogart, Jennifer Jones, Vittorio Gassman, Anthony Quinn, Rock Hudson, e diretores como John Huston.
Recebeu o Globo de Ouro, em 1968.
Em 1971, divorciou-se de Milko Skofic e, em 2006, anunciou seu casamento com o espanhol Javier Rigau y Rafols, com quem vivia desde 1984. A diferença de idade entre eles era de 35 anos (Gina, aos 79 anos e Javier 45). No entanto, a relação terminou de maneira conflituosa e Gina decidiu processá-lo por fraude.

### Carreira política
Em 2022 revelou que se preparava para concorrer às eleições italianas de setembro daquele ano, por estar "farta de políticos conflituosos".
"Lutarei para que o povo decida da saúde à justiça. A Itália está em má forma, quero fazer algo diferente, algo positivo", disse Lollobrigida, que adiantaria querer esforçar-se para se tornar senadora pelo partido Itália Soberana e Popular (ISP), uma nova aliança política eurocética e anti-Mario-Draghi, que se opõe ao envio de armas para a Ucrânia.
A última vez que Lollobrigida tinha tentado entrar na política foi em 1999, momento em que concorreu às eleições parlamentares europeias como candidata dos democratas de Romano Prodi.

### Morte
Morreu, em 16 de janeiro de 2023, segundo a agência de notícias ANSA. Estava internada em um hospital em Roma, mas a família não divulgou mais informações sobre a morte.

## Filmografia

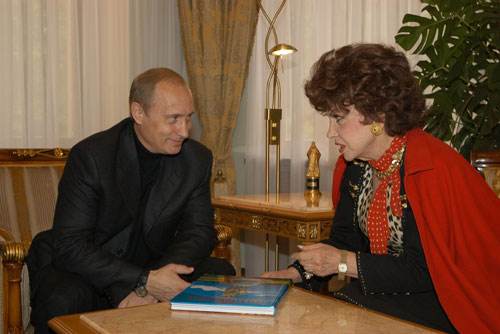
Gina Lollobrigida

- Lucia di Lammermoor, baseado na ópera Lucia di Lammermoor (1946) (sem crédito)
- L'elisir d'amore (1946)
- Aquila nera (1946)
- Il segreto di don Giovanni (1947) (sem crédito)
- Pagliacci (1947)
- Il delitto di Giovanni Episcopo (1947)
- A Man About the House (1947)
- Follie per l'opera (1948)
- La sposa non puo attendere (1949)
- Cuori senza frontiere (1949)
- Vita da cani (1950)
- Miss Italia (1950)
- Campane a martello (1950)
- Alina (1950)
- A Tale of Five Cities (1951)
- Enrico Caruso: leggenda di una voce (1951)
- La Città si difende (1951)
- Amor non ho... però... però (1951)
- Achtung! Banditi! (1951)
- Moglie per una notte (1952)
- Altri tempi (1952)
- Fanfan la Tulipe (1952)
- Les Belles de nuit (1952)
- La Provinciale (1953)
- Pane, amore e fantasia (1953)
- Il maestro di Don Giovanni (1953)
- Le infedeli (1953)
- La romana (1954)
- Pane, amore e gelosia (1954)
- Beat the Devil (1954)
- Le Grand jeu (1954)
- La donna più bella del mondo (1955)
- Trapeze (1956)
- The Hunchback of Notre Dame (1956)
- La loi (1958)
- Anna di Brooklyn (1958)
- Never So Few (1959)
- Salomão e a Rainha de Sabá (1959)
- Where the hot wind blows (1960)
- Go Naked in the World (1961)
- Come September (1961)
- La bellezza di Ippolita (1962)
- Venere imperiale (1963)
- Mare matto (1963)
- Strange Bedfellows (1964)
- Woman of Straw (1964)
- Io, io, io... e gli altri (1965)
- Le bambole (1965)
- Les Sultans (1966)
- Le piacevoli notti (1966)
- Cervantes (1966)
- Hotel Paradiso (1966)
- La morte ha fatto l'uovo (1967)
- Stuntman (1968)
- Buona Sera, Mrs. Campbell (1968)
- Un bellissimo novembre (1968)
- The Private Navy of Sgt. O'Farrell (1968)
- Peccato mortale (1972)
- King, Queen, Knave (1972)
- Le Avventure di Pinocchio (1972) seriado para TV
- Bad Man's River (1972)
- Falcon Crest (1984) Série TV
- Deceptions (1985) Film TV
- La romana (1988) Film TV
- Les cent et une nuits de Simon Cinéma (1995)
- Una donna in fuga (1996) Film TV
- XXL (1997) (1997)